# Eppenstein
Eppenstein är en ort i kommunen Weißkirchen in Steiermark i distriktet Murtal i förbundslandet Steiermark i Österrike. Eppenstein var tidigare en självständig kommun, men blev den 1 januari 2015 en del av kommunen Weißkirchen in Steiermark.
Kommunen bestod av sju orter (Ortschaften) (inom parentes invånarantal 1 januari 2024):

- Baumkirchen (32) (delvis i Maria Buch-Feistritz)
- Eppenstein (276)
- Größenberg (38)
- Kathal (186)
- Mühldorf (120)
- Schoberegg (289)
- Schwarzenbach am Größing (176)